# آستها آگاروال
آستها آگاروال ((به انگلیسی: Astha Agarwal)، یک هنرپیشه تلویزیونی؛ اهل هند است. او برای بازی در نقش منفی در سریالهای هندی شناخته میشود.

## اوایل زندگی
او متولد و بزرگ شده دهلی است. او تحصیل در رشته مهندسی (الکترونیک و ارتباطات) را در دانشگاه دهلی به پایان رسانده است.